# Fate’s Turning
Fate’s Turning ist ein US-amerikanisches Stummfilm-Drama von D.W. Griffith aus dem Jahr 1911.

## Handlung
John Lawson Jr., der in der Firma seines erkrankten Vaters einspringen muss, ist überarbeitet und begibt sich nach einem Nervenzusammenbruch auf Anraten des Vaters, dem es inzwischen besser geht, in ein Sommerhotel zur Kur. Seine Verlobte wartet daheim auf ihn. Lawson lernt im Hotel die junge Kellnerin Mary kennen, flirtet mit ihr und verliebt sich schließlich in sie. Er verlobt sich mit ihr, wird jedoch kurz darauf nach Hause zurückgerufen, da sein Vater im Sterben liegt. Er erscheint gerade noch rechtzeitig, um sich von ihm zu verabschieden.
Nach dem Tod des Vaters übernimmt John Lawson die Firma und gesellschaftliche Rolle seines Vaters. Die schließt eine Ehe mit der nicht mehr standesgemäßen Kellnerin Mary aus und John löst per Brief seine Verlobung. Auch Marys Besuch bei ihm und ihre Bitte, seine Haltung zu überdenken, ändern nichts.
Monate später ist Mary Mutter eines unehelichen Kindes. Am Tag der Hochzeit von John mit seiner Verlobten erscheint Mary während der Zeremonie mit dem Kind auf dem Arm. Sie bricht zusammen und die Verlobte, die erkennt, dass John sie betrogen hat, verlässt ihn empört. John erkennt seine Pflicht und heiratet Mary noch vor Ort. Kurz darauf verstirbt sie in seinen Armen.

## Produktion
Fate’s Turning beruht auf der Geschichte Her Wedding Gift von Ashton Crawford. Der Film wurde als Contemporary Romance bzw. als Drama bezeichnet.
Die Dreharbeiten fanden von 3. bis 6. Dezember 1910 in den Biograph Studios in New York City statt. Die Veröffentlichung erfolgte am 23. Januar 1911. Anzeigen für den Film warben mit dem Untertitel „The disaster of a false step averted“ („Die Katastrophe eines Fehltritts abgewendet“).
Der Originalfilm hatte eine Länge von 998 Fuß. Es haben sich mehrere Kopien des Films erhalten, darunter in der Library of Congress (unvollständig, u. a. fehlender Beginn) und im George Eastman House (George Eastman Museum film archive).

## Kritik
Die Lowell Sun nannte den Film genau richtig inszeniert. Er sei gut gespielt, gut auf den dramatischen Höhepunkt hin inszeniert und einer der stärksten Filme des Monats. The Billboard lobte den Film für die hervorragende Kameraarbeit und die üppigen Bühnenbilder, erwähnte jedoch auf die konventionelle Handlung und kritisierte mehrere ärgerliche Fehler („irksome blunders“), die hätten vermieden werden können: Kritisiert wurden Fehler in Bild und Plot, so die unterschiedlichen Formate des Briefs, den John Lawson Jr. mit der Nachricht vom Gesundheitszustand seines Vaters erhält  (A4-Hochformat im Film, kleines Querformat in der Texteinblendung) und der fröhliche Empfang kurz nach dem Tod des Vaters, der seinen Sohn eigentlich trauernd zeigen müsste.
Die Moving Picture World nannte die Darstellung im Film „unverblümt“ („bald“) und eine „Biograph-Predigt“ („Biograph sermon“) und die Konfrontationsszene mit dem Neugeborenen im Finale „so ungewöhnlich, dass sie vielleicht mehr als die gebotene Aufmerksamkeit auf sich ziehen wird. […] Zweifellos werden viele das Bild misstrauisch beäugen und ihre Zweifel an der Zweckmäßigkeit der Darstellung solch unangenehmer Wahrheiten in so eindringlicher Weise äußern.“ Der New York Dramatic Mirror nannte Fate’s Turnings Ende „extremely melodramatic“, das aber nicht so wirke, da das Spiel in der Szene natürlichen Ausdruck habe. Kritisiert wurde lediglich die Szene, in der John und Mary sich verloben, da sie dabei gemeinsam auf einem Tisch sitzen: „Menschen verhalten sich im wahren Leben nicht so, warum also sollten sie es im Film?“ („People do not do it in real life, so why do it in the pictures?“).